# Paris tristesse
Albums de Pierre Lapointe
Punkt
(2013)
Paris tristesse est un album studio du chanteur québécois Pierre Lapointe. Il est sorti le 17 novembre 2014 en France et en Belgique, puis le 10 février 2015 au Québec.
Enregistré à Paris, au studio CBE, initialement conçu uniquement pour le public européen avant qu'une sortie canadienne soit envisagée, il est constitué de reprises de précédents albums de Pierre Lapointe, de reprises de textes de la chanson française, et d'une chanson inédite, La plus belle des maisons.

## Musiciens
- Piano, voix : Pierre Lapointe

## Titres
Toutes les chansons sont écrites et composées par Pierre Lapointe, sauf mention contraire.
| No  | Titre                       | Auteur           | Durée |
| --- | --------------------------- | ---------------- | ----- |
| 1.  | Les lignes de ma main       |                  | 1:52  |
| 2.  | Je déteste ma vie           |                  | 3:26  |
| 3.  | Nos joies répétitives       |                  | 4:06  |
| 4.  | Tous les visages            |                  | 2:32  |
| 5.  | Les remords ont faim        |                  | 3:20  |
| 6.  | Nu devant moi               |                  | 3:14  |
| 7.  | Au 27-100 rue des Partances |                  | 2:55  |
| 8.  | La plus belle des maisons   |                  | 2:31  |
| 9.  | Tel un seul homme           |                  | 3:59  |
| 10. | Quelques gouttes de sang    |                  | 1:40  |
| 11. | Tu es seul et resteras seul |                  | 2:35  |
| 12. | S'il te plaît               |                  | 1:57  |
| 13. | C'est extra                 | Léo Ferré        | 3:50  |
| 14. | Le Mal de vivre             | Barbara          | 3:45  |
| 15. | Comme ils disent            | Charles Aznavour | 4:36  |